# Национальный совет церквей Кении
Национальный совет церквей Кении (суахили Baraza kuu la makanisa nchini Kenya, англ. National Council of Churches of Kenya, NCCK) — кенийское сообщество протестантских церквей и христианских организаций. 
Совет основан в 1913 году и сыграл ключевую роль в мобилизации кенийцев для активного участия в решении политических, экономических и социальных вопросов страны. 

## Концепция
Совет — объединение христианских общин и организаций для развития коммуникаций между христианскими организациями Кении и свидетельствования, является одной из самых больших межцерковных организаций страны. Девиз совета — «Во имя граждан» (суахили For Wananchi). Совет является членом Содружества христианских советов и церквей Великих озер и Африканского Рога. Миссией совета является комплексное преобразование жизни ради справедливого, жизнестойкого и устойчивого общества. Ценности совета — честность, благое управление, профессионализм, партнерство и служение.  

## Структура
Согласно Уставу совета высшим органом является Генеральная ассамблея, которая собирается один раз в три года и имеет Исполнительный комитет, который собирается раз в два года. В состав комитета входят два постоянно работающих подкомитета: программный и финансово-административный, которые сотрудничают с управленческой командой. За повседневную работу совета отвечает управленческая команда под руководством Генерального секретаря. В настоящее время генеральным секретарем является архиепископ Африканской братской церкви (англ. Africa Brotherhood Church, ABC) Тимоти Н. Ндамбуки. В состав совета входят 27 церквей-членов, 11 ассоциированных членов и 6 братских ассоциированных членов. Штаб-квартира совета расположена в Джумуа Плейс, Ленана Роуд, Найроби, Кения, которая также служит региональным офисом совета по Найроби. Совет имеет девять региональных офисов в Кении, а также пять конференц-центров. 

## История
В 1844 году Иоганн Людвиг Крапф, первый миссионер, прибыл в страну. Вскоре за ним последовали другие миссионеры, в том числе Йоханнес Ребманн, который основал несколько миссионерских центров. В 1908 году состоялись две миссионерские конференции в Киджабе и Масено.
В 1913 году в Тогото, Кикую, Кения, состоялась первая объединенная миссионерская конференция, в которой приняли участие девять миссионерских групп для обсуждения создания федерации миссий, в который вошли четыре миссии. В 1918 году на второй объединенной миссионерской конференции было утверждено название организации — «Альянс протестантских миссий». В 1924 году членский состав был расширен за пределы первоначальных четырех членов, и сформирован новый орган под названием «Кенийский миссионерский совет». В 1943 году по мере того, как страна приближалась к независимости, возникла необходимость расширить членский состав, чтобы включить в него немиссионерские христианские организации. Организация сменила название на «Христианский совет Кении». В 1966 году чтобы отразить завоёванную страной независимость, организация переименовывается в «Национальный христианский совет Кении». В 1984 году название организации изменено на «Национальный совет церквей Кении», чтобы отразить тот факт, что членами организации являются церкви, а не отдельные христиане.
Совет был номинирован на Нобелевскую премию мира 2023 года.

## Внешние ссылки
- Официальный сайт — Национальный совет церквей Кении